# SMAP 25 YEARS
『SMAP 25 YEARS』（スマップ トゥエンティ ファイブ イヤーズ）は、SMAPの6枚目のベスト・アルバム。2016年12月21日にJVCケンウッド・ビクターエンタテインメントから発売された。

## 概要
2016年でCDデビュー25周年になるSMAPが「SMAPの音楽活動を支えてきてくださったファンの皆様の思いを大切に」をテーマにしたベスト・アルバム。ベスト・アルバムのリリースは2011年発売の『SMAP AID』以来約5年ぶりとなる。
発売形態は初回限定盤と通常盤の2種類になっており、初回盤はデジパック仕様。SMAPが3枚組のアルバムを出すのは2005年発売の『SAMPLE BANG!』以来11年ぶりとなる。
11月3日に同収録曲の楽曲および、リクエスト投票結果の順位が発表された。収録曲、結果順位（#投票結果を参照）などは以下の通り。
収録楽曲のうち、今回初めてアルバムに収録される楽曲も多数収録されている。
本作の1週間後の2016年12月28日にはコンプリート・クリップ集『Clip! Smap! コンプリートシングルス』も発売された。
ジャケットは『S map〜SMAP 014』以来デザインを多く手掛けてきた佐藤可士和が担当。白地に黒字で「Smap」とのみ書かれたシンプルなものとなっている。
初回プレス分はSMAPO用シリアルコード封入。初回出荷枚数は約80万枚となる。
「君は君だよ」、「らいおんハート」、「世界に一つだけの花（シングル・ヴァージョン）」とそれらのカップリング曲がシングルバージョンで収録されている。本作以前でシングル表題曲とカップリング曲が同一タイトルのアルバムに収録されているのは『Cool』収録の「$10」（カップリング曲は「話をしていたくて」）と、 『WOOL』収録の「胸さわぎを頼むよ」（カップリング曲は「まったくもう」）があるが、「まったくもう」以外の3曲はシングルバージョンではないため、シングル表題曲とカップリング曲がともにシングルバージョンで同一タイトルのアルバムに収録されているのは本作に収録されている3シングルのみである。

## チャート成績
2017年1月2日付のオリコン週間アルバムチャートで、66.8万枚を売り上げ、1位を獲得した。2016年に発売された全てのアルバムの中で初週売上が最高となった。
同年1月9日付の同チャートで、27.5万枚を売り上げ、2週連続1位を獲得した。自身のアルバムで2週連続首位を獲得したのは1995年発売のベスト・アルバム『COOL』以来約22年ぶりとなった。
同年1月16日付の同チャートで6.4万枚を売り上げ発売3週目で100万枚を突破し、ミリオンを記録した。自身のアルバムミリオン達成は『Smap Vest』以来15年9ヶ月ぶり、2作目となった。
発売から3週目以内でのアルバムミリオン達成は、2014年発売のAKB48の『次の足跡』が2014年2月17日付の同チャートで記録して以来、2年11ヶ月ぶり、同じく男性アーティストとしては、2009年発売の嵐の『All the BEST! 1999-2009』が2009年9月14日付の同チャートで記録して以来、7年4ヶ月ぶりとなった。
2017年の上半期アルバムランキングでは自身初の1位を獲得した。
累計売上は118.2万枚（オリコン調べ）。

## 収録曲
※はアルバム初収録曲。※※はシングルバージョンアルバム初収録曲。上位50曲の楽曲を年代順で収録。

### DISC 1
1. Can't Stop!! -LOVING-[5:11]
作詞：森浩美 / 作曲：Jimmy Johnson / 編曲：船山基紀
デビュー・シングル
テレビ朝日系『ビートたけしのTVタックル』テーマソング
2. BEST FRIEND※※[3:46]
作詞：福島優子・森浩美 / 作曲：筒美京平 / 編曲：土方隆行
4thシングル「負けるなBaby! 〜Never give up」カップリング
NHK『みんなのうた』より
SMAP主演 VHS/DVD『オリジナル・ストーリー 心の鏡』挿入歌
3. 笑顔のゲンキ[4:31]
作詞：森浩美 / 作曲：馬飼野康二 / 編曲：船山基紀
5thシングル
テレビ東京系アニメ『姫ちゃんのリボン』オープニングテーマ
4. 君は君だよ[4:38]
作詞：小倉めぐみ / 作曲：谷本新 / 編曲：重実徹
9thシングル
テレビ東京系アニメ『姫ちゃんのリボン』エンディングテーマ
5. どうしても君がいい[4:29]
作詞：小倉めぐみ / 作曲：馬飼野康二 / 編曲：CHOKKAKU
9thシングルカップリング
6. $10[4:26]
作詞：林田健司・森浩美 / 作曲・CHORUS&GUITAR：林田健司 / 編曲：CHOKKAKU
10thシングル
フジテレビ系『夢がMORI MORI』オープニングテーマ
7. 君色思い[4:43]
作詞・作曲：林田健司 / 編曲：CHOKKAKU / コーラスアレンジ：椎名和夫
11thシングル
テレビ東京系アニメ『赤ずきんチャチャ』オープニングテーマ
8. オリジナル スマイル[5:06]
作詞：森浩美 / 作曲：MARK DAVIS / 編曲：CHOKKAKU
13thシングル
木村拓哉出演 大塚製薬『オロナミンCドリンク』CMソング
9. がんばりましょう[3:47]
作詞：小倉めぐみ / 作曲・編曲：庄野賢一
14thシングル
フジテレビ系『なるほど!ザ・ワールド』オープニングテーマ
フジテレビ系『夢がMORI MORI』テーマソング
中居正広・木村拓哉出演 ローソン『JOHNNYS WORLD VISUAL RECORD』CMソング
「春の選抜高校野球'95」入場曲
10. 俺たちに明日はある[4:15]
作詞：相田毅 / 作曲・編曲：岩田雅之
19thシングル
木村拓哉出演 TBS系ドラマ『人生は上々だ』主題歌
11. 青いイナズマ[4:37]
作詞：森浩美 / 作曲：林田健司 / 編曲：CHOKKAKU
コーラスアレンジ：佐々木久美 / コーラスwords：Candee Hayashida
22ndシングル
フジテレビ系『SMAP×SMAP』テーマソング
中居正広・香取慎吾出演 ローソン『JOHNNYS WORLD VISUAL RECORD』CMソング
森且行脱退後初シングル。
12. SHAKE[4:22]
作詞：森浩美 / 作曲：小森田実 / 編曲：CHOKKAKU
23rdシングル
フジテレビ系『SMAP×SMAP』テーマソング
SMAP出演「NTT東日本」CMソング
13. ダイナマイト[4:48]
作詞：森浩美 / 作曲・編曲：コモリタミノル
24thシングル
フジテレビ系『SMAP×SMAP』テーマソング
14. 夜空ノムコウ[4:33]
作詞：スガシカオ / 作曲：川村結花 / 編曲：CHOKKAKU
27thシングル
フジテレビ系『SMAP×SMAP』テーマソング
SMAP初のミリオンヒットシングル。
15. たいせつ[3:56]
作詞：戸沢暢美 / 作曲：小森田実 / 編曲：長岡成貢 / コーラスアレンジ：佐々木久美
28thシングル
中居正広主演 フジテレビ系ドラマ『ブラザーズ』主題歌
16. Five True Love[4:33]
作詞：N.マッピー・しんご・土生京子 / 作曲：N.マッピー・日高智 / 編曲：日高智
12thアルバム『BIRDMAN〜SMAP 013』収録曲
17. らいおんハート[4:25]
作詞：野島伸司 / 作曲・編曲：コモリタミノル
32ndシングル
草彅剛主演 日本テレビ系ドラマ『フードファイト』主題歌
SMAP2作目のミリオンヒットシングル。

### DISC 2
1. オレンジ[5:00]
作詞・作曲：市川喜康 / 編曲：ZAKI
32ndシングルカップリング
2. freebird[4:34]
作詞・作曲・編曲：シライシ紗トリ
34thシングル
フジテレビ系『SMAP×SMAP』テーマソング
3. FIVE RESPECT[6:10]
作詞：N.マッピー・鈴木おさむ / 作曲：N.マッピー / 編曲：鈴木Daichi秀行
14thアルバム『SMAP 015/Drink! Smap!』収録曲
4. 世界に一つだけの花（シングル・ヴァージョン）[4:40]
作詞・作曲・編曲：槇原敬之 / ストリングスアレンジメント：門倉聡
14thアルバム収録曲のシングル・ヴァージョン
35thシングル
草彅剛主演 フジテレビ系ドラマ『僕の生きる道』主題歌
「春の選抜高校野球'04」・「春の選抜高校野球'19」 入場曲
元々は14thアルバム収録曲だったが、ドラマ主題歌に起用されたため、リアレンジしてシングルカット。その結果、SMAP最大のヒットシングルとなり、300万以上売り上げた。
5. 僕は君を連れてゆく※[4:38]
作詞：工藤哲雄 / 作曲・編曲：都志見隆
35thシングルカップリング
6. SUMMER GATE[4:33]
作詞・作曲：井手コウジ / 編曲：米光亮
15thアルバム『SMAP 016/MIJ』収録曲
7. A Song For Your Love[4:39]
作詞：キハラ龍太郎 / 作曲：斎藤潤 / 編曲：武藤星児
15thアルバム収録曲
8. 夏日憂歌[5:16]（読み：サマータイムブルース）
作詞・作曲：市川喜康 / 編曲：小西貴雄
15thアルバム収録曲
32ndシングルカップリングの続々編
9. ススメ![5:23]
作詞：多田琢 / 作曲：TAKUYA / 編曲：田辺恵二 / コーラスアレンジ：知野芳彦
15thアルバム収録曲
TBS系『アテネオリンピック』テーマソング
2004年に「ススメ! GOLD盤」として、シングルカットが予定されていた。
10. Song of X'smap※[5:24]
作詞：麻生哲朗 / 作曲：菅野よう子 / 編曲:武藤星児
36thシングル「友だちへ〜Say What You Will〜」カップリング
SMAP主演 フジテレビ系プレミアムステージ『X'smap〜虎とライオンと五人の男〜』主題歌
配信限定曲
11. BANG! BANG! バカンス!※[4:28]
作詞：宮藤官九郎 / 作曲・編曲：コモリタミノル
37thシングル
テレビ朝日系 スポーツテーマソング
12. Dawn[5:25]
作詞・作曲：森元康介 / 編曲：中野雄太・森元康介 / ストリングスアレンジ：中野雄太
16thアルバム『SAMPLE BANG!』収録曲
香取慎吾主演 フジテレビ系ドラマ『幽かな彼女』合唱曲
13. Fine, Peace![4:48] - 木村拓哉・草彅剛・香取慎吾
作詞：佐原けいこ / 作曲：日比野元気 / 編曲：春川仁志
16thアルバム収録曲
14. Triangle[5:01]
作詞・作曲：市川喜康 / 編曲：小西貴雄
38thシングル
テレビ朝日系 スポーツテーマソング
15. Dear WOMAN[4:47]
作詞：麻生哲朗 / 作曲・編曲：平田祥一郎 / コーラスアレンジ：知野芳彦
39thシングル
資生堂『TSUBAKI』CMソング

### DISC 3
1. ありがとう[4:53]
作詞・作曲：MORISHINS' / 編曲：REO
40thシングル
草彅剛主演 フジテレビ系ドラマ『僕の歩く道』主題歌
TBS系『リオオリンピック2016』テーマソング
2. Simple[4:39]
作詞：篠崎隆一 / 作曲：清水哲平・Axel Bellinder・Stefan Engblom
編曲：中西亮輔 / コーラスアレンジ：知野芳彦
17thアルバム『Pop Up! SMAP』収録曲
3. STAY[4:58]
作詞：佐原けいこ / 作曲：日比野元気 / 編曲：宗像仁志
17thアルバム収録曲
4. この瞬間、きっと夢じゃない[3:41]
作詞・作曲：Hi-Fi CAMP / 編曲：長岡成貢
43rdシングル
TBS系『北京オリンピック』テーマソング
5. はじまりのうた[4:16]
作詞・作曲・編曲：島崎貴光 / ストリングスアレンジ：クラッシャー木村
18thアルバム『super.modern.artistic.performance』収録曲
6. どうか届きますように[4:33]
作詞・作曲：MORISHINS' / 編曲：REO
18thアルバム収録曲
7. チョモランマの唄※[1:46]
作詞・作曲：山崎隆明
DVD/Blu-ray『SMAP 2008 super.modern.artistic.performance tour』収録曲
JUNCTION用に作られた楽曲で、今作でCD初収録。
8. さかさまの空[4:35]
作詞：麻生哲朗 / 作曲・編曲：菅野よう子
47thシングル
NHK連続テレビ小説『梅ちゃん先生』主題歌
9. 手を繋ごう※[5:01]
作詞・作曲：前山田健一 / 編曲：清水俊也
48thシングル「Moment」初回限定盤・通常盤カップリング
10. gift[4:20]　
作詞：麻生哲朗 / 作曲：菅野よう子 / 編曲：CHOKKAKU
配信限定曲
20thアルバム『GIFT of SMAP』収録曲
SMAP出演 セブン&アイ『夏ギフト・冬ギフト』CMソング
11. 前に![3:28]　
作詞：飯田清澄・zopp / 作曲：飯田清澄 / 編曲：本間昭光
20thアルバム収録曲
12. CRAZY FIVE[8:47]　
作詞・作曲・編曲：N.マッピー・宮下浩司・宮下昌也
20thアルバム収録曲
TBS系『中居正広の金曜日のスマたちへ』テーマソング
13. Battery※[3:42]
作詞：Jeff Miyahara / 作曲・編曲：Jeff Miyahara・blackSHEEP、Sound Produced by Jeff Miyahara
49thシングルの2曲目
『UNIVERSAL STUDIOS JAPAN×SMAP:WORLD ENTERTAINMENT PROJECT』テーマソング
ユニバーサル・スタジオ・ジャパン内アトラクション「ハリウッド・ドリーム・ザ・ライド」搭載曲
14. Joy!![3:57]
作詞・作曲：津野米咲 / 編曲：菅野よう子
50thシングル
香取慎吾主演 フジテレビ系ドラマ『幽かな彼女』主題歌
15. シャレオツ※[4:03]
作詞：大竹創作 / 作曲・編曲：Jeff Miyahara・blackSHEEP
51stシングルの1曲目
草彅剛主演 フジテレビ系ドラマ『独身貴族』主題歌
16. Amazing Discovery※「3:53」
作詞・作曲・編曲：中田ヤスタカ
53rdシングルの2曲目
『ユニバーサル・スタジオ・ジャパン』テーマソング
ユニバーサル・スタジオ・ジャパン内アトラクション「ハリウッド・ドリーム・ザ・ライド」搭載曲
17. ビートフルデイ[4:13]
作詞：大竹創作 / 作曲：☆Taku Takahashi / 編曲：Mitsunori Ikeda & ☆Taku Takahashi
21stアルバム『Mr.S』収録曲
18. 華麗なる逆襲※[4:11]
作詞・作曲：椎名林檎 / 編曲：村田陽一
54thシングルの1曲目
草彅剛主演 フジテレビ系ドラマ『銭の戦争』主題歌

## 投票結果
本作以前にリリースされたSMAPの楽曲約400曲の中から、ファン投票で上位50曲に選ばれた楽曲が収録された。投票結果は、同年11月3日に特設サイトにて発表 され、結果順位は以下の通りとなる。投票総数は約200万票となった。
ファン投票で収録曲が決定するのは1995年発売の『COOL』と2011年発売の『SMAP AID』に続き3作目となる。
| 順位 | 曲名                                         | 初出                                                             | オリジナル発売日 |
| ---- | -------------------------------------------- | ---------------------------------------------------------------- | ---------------- |
| 1位  | STAY                                         | アルバム『Pop Up! SMAP』                                         | 2006年7月26日    |
| 2位  | オレンジ                                     | シングル「らいおんハート」                                       | 2000年8月30日    |
| 3位  | BEST FRIEND                                  | シングル「負けるなBaby! 〜Never give up」                        | 1992年7月8日     |
| 4位  | オリジナル スマイル                          | 同名シングル                                                     | 1994年6月6日     |
| 5位  | CRAZY FIVE                                   | アルバム『GIFT of SMAP』                                         | 2012年8月8日     |
| 6位  | FIVE RESPECT                                 | アルバム『SMAP 015/Drink! Smap!』                                | 2002年7月24日    |
| 7位  | どうしても君がいい                           | シングル「君は君だよ」                                           | 1993年9月9日     |
| 8位  | チョモランマの唄                             | ライブビデオ『SMAP 2008 super.modern.artistic.performance tour』 | 2008年12月17日   |
| 9位  | A Song For Your Love                         | アルバム『SMAP 016/MIJ』                                         | 2003年6月25日    |
| 10位 | ありがとう                                   | 同名シングル                                                     | 2006年10月11日   |
| 11位 | 華麗なる逆襲                                 | シングル「華麗なる逆襲/ユーモアしちゃうよ」                      | 2015年2月18日    |
| 12位 | 世界に一つだけの花（シングル・ヴァージョン） | 同名シングル                                                     | 2003年3月5日     |
| 13位 | 夜空ノムコウ                                 | 同名シングル                                                     | 1998年1月14日    |
| 14位 | 前に!                                        | アルバム『GIFT of SMAP』                                         | 2012年8月8日     |
| 15位 | Dawn                                         | アルバム『SAMPLE BANG!』                                         | 2005年7月27日    |
| 16位 | Joy!!                                        | 同名シングル                                                     | 2013年6月5日     |
| 17位 | はじまりのうた                               | アルバム『super.modern.artistic.performance』                    | 2008年9月24日    |
| 18位 | この瞬間、きっと夢じゃない                   | 同名シングル                                                     | 2008年8月13日    |
| 19位 | Battery                                      | シングル「Mistake!/Battery」                                     | 2013年2月27日    |
| 20位 | Triangle                                     | 同名シングル                                                     | 2005年11月23日   |
| 21位 | BANG! BANG! バカンス!                        | 同名シングル                                                     | 2005年7月27日    |
| 22位 | 君色思い                                     | 同名シングル                                                     | 1994年1月1日     |
| 23位 | らいおんハート                               | 同名シングル                                                     | 2000年8月30日    |
| 24位 | gift                                         | アルバム『GIFT of SMAP』                                         | 2012年8月8日     |
| 25位 | SUMMER GATE                                  | アルバム『SMAP 016/MIJ』                                         | 2003年6月25日    |
| 26位 | Amazing Discovery                            | シングル「Top Of The World/Amazing Discovery」                   | 2014年7月16日    |
| 27位 | SHAKE                                        | 同名シングル                                                     | 1996年11月18日   |
| 28位 | ススメ！                                     | アルバム『SMAP 016/MIJ』                                         | 2003年6月25日    |
| 29位 | ビートフルデイ                               | アルバム『Mr.S』                                                 | 2014年9月3日     |
| 30位 | 君は君だよ                                   | 同名シングル                                                     | 1993年9月9日     |
| 31位 | freebird                                     | 同名シングル                                                     | 2002年5月15日    |
| 32位 | 手を繋ごう                                   | シングル「Moment」初回限定盤･通常盤                              | 2012年8月1日     |
| 33位 | Can't Stop!! -LOVING-                        | 同名シングル                                                     | 1991年9月9日     |
| 34位 | Song of X'smap                               | シングル「友だちへ〜Say What You Will〜」                        | 2005年1月19日    |
| 35位 | 僕は君を連れてゆく                           | シングル「世界に一つだけの花（シングル・ヴァージョン）」         | 2003年3月5日     |
| 36位 | 青いイナズマ                                 | 同名シングル                                                     | 1996年7月15日    |
| 37位 | Dear WOMAN                                   | 同名シングル                                                     | 2006年4月19日    |
| 38位 | Fine, Peace!                                 | アルバム『SAMPLE BANG!』                                         | 2005年7月27日    |
| 39位 | $10                                          | 同名シングル                                                     | 1993年11月11日   |
| 40位 | どうか届きますように                         | アルバム『super.modern.artistic.performance』                    | 2008年9月24日    |
| 41位 | Five True Love                               | アルバム『BIRDMAN〜SMAP 013』                                    | 1999年7月14日    |
| 42位 | 夏日憂歌                                     | アルバム『SMAP 016/MIJ』                                         | 2003年6月25日    |
| 43位 | さかさまの空                                 | 同名シングル                                                     | 2012年4月25日    |
| 44位 | がんばりましょう                             | 同名シングル                                                     | 1994年9月9日     |
| 45位 | Simple                                       | アルバム『Pop Up! SMAP』                                         | 2006年7月26日    |
| 46位 | シャレオツ                                   | シングル「シャレオツ/ハロー」                                    | 2013年12月18日   |
| 47位 | ダイナマイト                                 | 同名シングル                                                     | 1997年2月26日    |
| 48位 | 俺たちに明日はある                           | 同名シングル                                                     | 1995年11月11日   |
| 49位 | たいせつ                                     | 同名シングル                                                     | 1998年5月8日     |
| 50位 | 笑顔のゲンキ                                 | 同名シングル                                                     | 1992年11月11日   |